# Metroxylon salomonense
Metroxylon salomonense là loài thực vật có hoa thuộc họ Arecaceae. Loài này được (Warb.) Becc. mô tả khoa học đầu tiên năm 1913.